# Nedżmi Ali
Nedżmi Ali, bułg. Неджми Али (ur. 16 lipca 1972 w miejscowości Dżebeł w obwodzie Kyrdżali) – bułgarski polityk tureckiego pochodzenia, deputowany do Zgromadzenia Narodowego, europoseł VI (w 2007) i VIII kadencji.

## Życiorys
Z wykształcenia ekonomista. W 2005 i 2009 wybierany z ramienia tureckiego Ruchu na rzecz Praw i Wolności w skład Zgromadzenia Narodowego 40. i 41. kadencji, zasiadał w krajowym parlamencie do 2013. Po wejściu Bułgarii do Unii Europejskiej, od 1 stycznia do 5 czerwca 2007, był posłem do Parlamentu Europejskiego. Zasiadał w grupie Porozumienia Liberałów i Demokratów na rzecz Europy oraz Komisji Rynku Wewnętrznego i Ochrony Konsumentów.
W 2013 objął urząd wiceministra obrony w rządzie Płamena Oreszarskiego. W 2014 został wybrany na eurodeputowanego VIII kadencji.